# Arcade Archives
Arcade Archives (アーケードアーカイブス?, Ākēdo Ākaibusu) è una serie di videogiochi pubblicata da Hamster Corporation per PlayStation 4, Xbox One e Nintendo Switch costituita da videogiochi arcade eseguiti tramite emulatore. I titoli per Neo Geo sono distribuiti sotto l'etichetta ACA Neo Geo. Tra le funzionalità previste nei giochi distribuiti all'interno di questa serie vi è la possibilità di ruotare di 90 gradi lo schermo.